# 羅莎琳·希克斯
羅莎琳·希克斯（英語：Rosalind Hicks，1919年8月5日—2004年10月28日）是英國作家阿嘉莎·克莉絲蒂的獨生女兒，負責維護管理母親遺留下的遺產。曾任阿嘉莎·克莉絲蒂協會主席。

## 生平
羅莎琳於1919年8月5日在托基出生，雙親在她出生不久後舉家搬到倫敦。1928年父母離婚後，羅莎琳隨母親及繼父馬克斯·馬洛溫生活，但仍和生父阿奇博爾德保持良好的關係。她在肯特郡的博奈登就學，其後赴瑞士及法國讀書。
克莉絲蒂在二戰期間完成的小說就是作為留給羅莎琳的禮物。

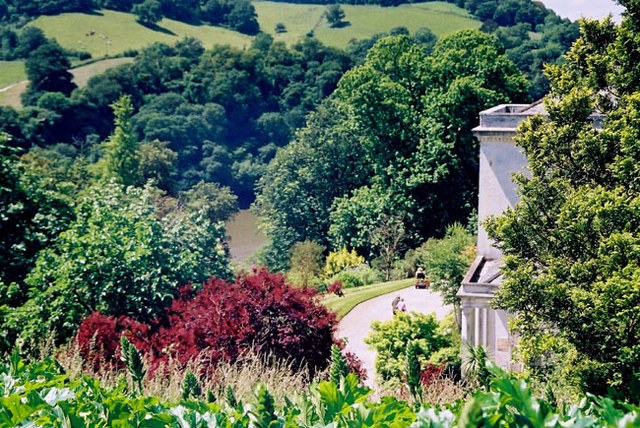
綠徑屋，羅莎琳自1967年起定居於該處。

1967年，羅莎琳與丈夫安東尼搬到德文郡的綠徑屋，此後一直住在該處，直至去世為止。
自從克莉絲蒂於1976年去世後，羅莎琳一直致力於維護母親的名譽及文學遺產。她與丈夫以及出版商共同將《阿嘉莎·克莉絲蒂自傳》編輯出版。1993年，阿嘉莎·克莉絲蒂協會成立，由羅莎琳出任主席，瓊·希克森和大衛·蘇切特出任副主席。2000年，她將住所綠徑屋捐贈給英國國民信託。
2004年10月28日去世，享壽85歲。

## 家庭
1940年，羅莎琳與軍人休伯特·培察結婚，兩人的兒子馬修於1943年出生。1944年，休伯特在戰場上陣亡。1949年，羅莎琳再婚，嫁給安東尼·希克斯。